# Казмин-Вьюгов, Николай Васильевич
Николай Васильевич Казмин-Вьюгов, Н. Казмин—Вьюгов (настоящее имя: Николай Васильевич Казмин) (1(13) мая 1881 года, город Раненбург (ныне Чаплыгин) — 1941 или после 1941) — русский писатель, драматург, педагог, публицист. Писал в основном произведения для детей.
Дебютировал как писатель в 1903 году.
Работы хранятся в Российском государственном архиве литературы и искусства

## Биография
Родился в 1881 году в городе Раненбурге (ныне Чаплыгин) в купеческой семье. В иных работах приводятся такие данные: «родился в 1881 году Рязани в семье купца»; «родился в 1881 или 1882 году, сын мещанина г. Раненбурга Рязанской губернии».
Окончил учительскую семинарию в Рязани.
Первый рассказ «Разная судьба» опубликован в 1903 году. Рассказ был посвящён женскому равноправию.
С 1904 года учительствовал. Начинал работу учителем в селе Костино Рязанской губернии.
Вёл переписку со Львом Толстым, лично знаком не был. В 75-м томе сочинений великого писателя опубликован его ответ на письмо Г. И. Артюхина и Н. В. Казмина от 20 или 21 января 1904 года, в котором они просили Толстого написать им, признает ли он за истину все, что изложено в евангелии, и если не признает, то какой критерий применяет для деления материалов евангелия на достоверное и недостоверное. Вместе с письмом от 22 января Толстой послал им книжки «О разуме, вере и молитве» и «Как читать евангелие».
В 1906 г. Николай Казмин переехал в Петербург. Занимался проблемами воспитания, писал пьесы, работал в детских журналах А. Н. Альмезингера «Солнышко», «Родник». В журнале «Солнышко» он был единственным постоянным сотрудником и в первые годы издания — практически единственным автором. Тематика произведений разнообразна: история, география, биология, этнография, литература и т. д. Произведения его были положительно оценены в журнале «Новости детской литературы».
С 1901/ 1908 года постоянный сотрудник журнала «Русская школа», где, кроме беллетристических произведений, публиковал биографические очерки, статьи религиозно-нравственного содержания. В биографии писателя отмечено, что он «отвергал догмы и чудеса христианского мировоззрения, использовал жития святых как пример защиты угнетенных и обиженных и считал их положительным примером в воспитании подрастающего поколения».
В 1909—1913 гг. преподавал в частном реальном училище А. С. Черняева Петербурга
В 1914 году вышел сборник его рассказов для детей «Рожок пастуха», основанных на воспоминаниях автора о собственном детстве. Сборник «Лапти-самоходы» (1914) стилизован под народную сказку. На сюжет сказки Е. П. Ционглинской написала одноимённую пьесу.
В 1917 году заведовал внешкольным образованием при Петроградской земской управе. Составил и издал книгу «Урожай: Вторая после азбуки книга для чтения» (Пг.,1918), в которую включил стихотворение С.Есенина «Воробышки». Эта публикация стала для Сергея Есенина первой именно в педагогической литературе (Юсов Н. Г. Прижизненные публикации стихов Есенина в педагогической литературе // Известный и неизвестный Есенин. С. 235—239).
В советское время Н. В. Казмин выступал как детский писатель и педагог: переиздавались его букварь и книга для чтения под общим названием «Урожай» (1918, 1920, 1922), рассказы, сказки. В конце 1920-х — начале 1930-х годов преподавал русский язык и литературу на рабфаке Ленинградского государственного университета и в педагогическом институте им. А. И. Герцена; состоял членом секции научных работников при АН СССР.
В 1940 году преподавал на ленинградском заводе № 5 НКВД (ныне «Судостроительная фирма «Алмаз»).
В 1941 году Н. В. Казмин выехал в эвакуацию из Ленинграда и пропал без вести.
В Некрополе Новодевичьего кладбища (участок 3, Ряд 6) находятся вместе следующие захоронения: •1 ВЬЮГОВ Петр Яковлевич (1888—1919), коллежский секретарь, ВЬЮГОВ Юрий Яковлевич (1895—1941), ВЬЮГОВА Александра Александровна (1863—1945) — мать П. и Ю. Вьюговых; КАЗМИН Николай Васильевич (?—?) (Кипнис С. Е. Новодевичий мемориал. Некрополь Новодевичьего кладбища. М., 1995. 430 с.). Учитывая псевдоним писателя Вьюгов, возможно здесь в Москве его захоронение.

## Произведения
- Казмин, Н.В. О религиозном воспитании детей / Н. Казмин-Вьюгов. — Санкт-Петербург : типо-лит. И. Лурье и К°, 1908. — 47 с.
- Казмин-Вьюгов, Н. Рожок пастуха: Рассказы. — М., 1914;
- Казмин-Вьюгов, Н. Урожай. Букварь для обучения чтению и письму. — Вологда, 1920. — То же: Пг., 1918; 2 изд.: Пг., 1918
- Казмин, Н. В. Президент республики / Н. Казмин. — Петроград : Муравей, 1917. — 31 с.; 18. — (Общедоступная библиотека «Задачи свободной России». Серия 1, Политическая библиотека; № 461)
- Казмин, Н. В. Одна или две палаты / Н. Казмин. — Петроград : Муравей, 1917. — 32 с.; 18 см. — (Общедоступная библиотека. «Задачи свободной России». Серия 1. «Политическая библиотека» № 456).
- Казмин, Н. В. Президентъ республики / Н. Казмин. — Петроград : Муравей, 1917. — 31 с.; 18 см. — (Общедоступная библиотека. «Задачи свободной России». Серия 1. «Политическая библиотека» [№ 461]).
- Казмин, Н. В. Правительство въ свободныхъ государствахъ / Н. Казмин. — Петроград : Муравей, 1917. — 23 с.; 18 см. — (Общедоступная библиотека. «Задачи свободной России». Серия 1. «Политическая библиотека»).
- Казмин, Н. В. Одна или две палаты / Н. Казмин. — Петроград : Муравей, 1917. — 32 с.; 18. — (Общедоступная библиотека «Задачи свободной России». Серия 1, Политическая библиотека; № 456).
- Казмин, Н. В. Чья бабушка : Рассказ для детей младшего возраста / Казмин Рис. Б. Иогансона. — Москва : Г. Ф. Мириманов, 1924. — 14, [2] с. : ил.; 26 см. — (Библиотека школьника).
- Казмин, Н. В. Замухрышка : Сказка Н. Казмина / Рис. М. Ивашинцовой. — [Москва] : Гос. изд-во, 1923. — 16 с. : ил.; 32 см.